# Góry Czerskiego (Syberia Wschodnia)

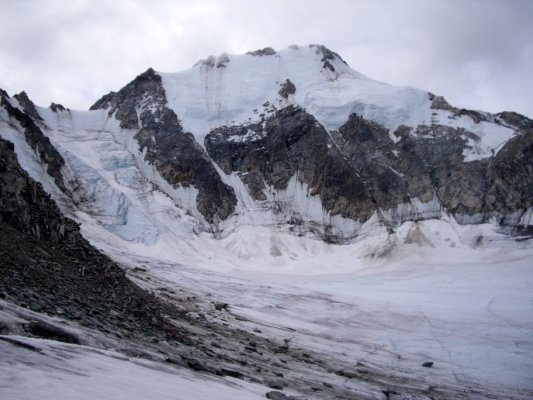
Północno-wschodnia ściana Pobiedy

Góry Czerskiego (ros. Хребет Черского) – system górski położony w azjatyckiej części Rosji (Syberia Wschodnia), w Jakucji i obwodzie magadańskim. Ciągnie się z północnego zachodu na południowy wschód, na wschód od Leny, od dolnego biegu Jany na północnym zachodzie do górnego biegu Kołymy na południowym wschodzie. Jego długość wynosi ponad 1500 km, a szerokość od 150 do 200 km. Najwyższym szczytem jest Pobieda o wysokości 3003 m n.p.m. (według nieaktualnych danych 3147 m n.p.m.).

## Geografia i geologia
Góry Czerskiego zostały wypiętrzone w mezozoiku przez orogenezę pacyficzną. Zbudowane są z różnorodnych skał osadowych intrudowanych granitami. Na południowym wschodzie góry cechuje polodowcowa rzeźba alpejska, natomiast na północnym zachodzie mają charakter rozczłonkowanego płaskowyżu. Występują tu złoża węgla, złota, cyny i innych metali.
Góry składają się z szeregu równoległych pasm. Na północy są to m.in. pasma: Kiun-Tas, Esteryktach-Tas, Niemkuczenskij chriebiet, Sielenniachskij chriebiet, Irgiczańskij chriebiet, Chadaranja, Kurundja i Kisyliach. Środkowa część to m.in. pasma: Andriej-Tas Kriaź, Góry Momskie, Tas-Chajachtach, Dogdo, Okrajnij chriebiet, Czemałginskij chriebiet, Czibagałachskij chriebiet, Oniolskij chriebiet, Borong, Neldenginskij chriebiet, Porożnyj chriebiet, Siljapskij chriebiet i Ulczańskij chriebiet. W południowej części Gór Czerskiego znajdują się m.in. pasma: Ułachan-Czistaj (ze szczytem Pobieda), Tas-Kystabyt, Czerge, Polarnij chriebiet, Nengedźek, Angaczak i Grzęda Borolochska. Przedłużeniem łańcucha, już za Kołymą, jest pasmo Majmandźynskij chriebiet.
Wiele rzek, w tym Jana, górna Kołyma, Sielenniach, Moma, Indigirka i ich dopływy przecinają grzbiety w bardzo wąskich, często bagnistych dolinach.

## Przyroda
Roślinność strefowa. Do 400 – 1100 m występuje tajga modrzewiowa, wyżej do 2000 m rosną karłowate limby i tundra kamienista.  Najwyższe części gór pokryte są lodowcami. Jest ich 372 o łącznej powierzchni 155 km kw. Największe  z nich to: Lednik  Cariegradskogo, Lednik Obruczewa, Lednik  Sumgina i Lednik Mielnikowa.
Fauna jest słabo zbadana. Z ssaków żyją tu m.in. niedźwiedzie brunatne, lisy, gronostaje, wilki, rysie, rosomaki, owce śnieżne i świstaki.
Dużą część Gór Momskich i pasma Ułachan-Czistaj zajmuje park krajobrazowy „Momskij” (2175,6 tys. ha).

## Klimat
Klimat kontynentalny charakteryzujący się gwałtownymi wahaniami temperatury. Zimą w środkowej części Gór Czerskiego średnia styczniowa temperatura w dolinach spada do -45 °C. Czasami mrozy mogą osiągać -65 °C. Latem średnia temperatura w lipcu wynosi + 15 °C. Okres bez mrozu jest bardzo krótki – 40–90 dni.

## Historia odkryć
Pierwszym naukowcem który dotarł do Gór Czerskiego był Polak Jan Czerski, geolog i geograf, zesłaniec z 1863 roku. W 1891 roku rozpoczął on ekspedycję w rejon rzek Kołyma i Indygirka. Zmarł podczas tej wyprawy (w 1892 roku) w dolnym biegu Kołymy.
Od 1924 roku Siergiej Obruczew, geolog, syn Władimira Obruczewa, badał obszary Syberii w dorzeczu Indigirki i Kołymy, słabo poznane na początku XX wieku. Ekspedycje pod jego kierownictwem zgromadziły dużą ilość danych dotyczących orografii, geomorfologii i tektoniki regionu. Opracowano wtedy schematy i mapy, które Obruczew przedstawił Związkowi Geograficznemu ZSRR i zaproponował nazwanie wszystkich formacji górskich w tym regionie Górami Czerskiego na cześć Jana Czerskiego. W paśmie Czemałgińskij chriebiet znajduje się szczyt Pik Czerskoj (2168 m) nazwany na cześć żony Jana Czerskiego, Mawry Czerskiej.
Do chwili obecnej Góry Czerskiego są dość mało poznane. Rzadko pojawiają się tam również alpiniści i turyści. Góra Pobieda, najwyższy szczyt Gór Czerskiego, został odkryty dopiero podczas zdjęć lotniczych w 1945 roku i pierwotnie nosił imię Ławrientija Berii, twórcy gułagów, których dużo znajdowało się w południowej części Gór Czerskiego (obwód madagański). Wspinacze zdobyli górę Pobieda po raz pierwszy w 1966 roku.